# 诺伊林根
诺伊林根（德語：Neulingen，發音：[ˈnɔʏlɪŋən] ⓘ）是德国巴登-符腾堡州卡尔斯鲁厄行政区恩茨县的市镇，面积23.19平方千米，2023年12月31日人口为6,709人。